# Uno (videojuego)
Uno es la adaptación de videojuego del juego de cartas del mismo nombre. Se ha lanzado para varias plataformas. La versión para Xbox 360 de Carbonated Games y Microsoft Game Studios fue lanzada el 9 de mayo de 2006 como descarga digital a través de Xbox Live Arcade. Gameloft lanzó una versión para dispositivos iPhone OS en 2008. Gameloft lanzó la versión para PlayStation 3 el 1 de octubre de 2009 y también lanzó una versión para iPod, WiiWare, Nintendo DSi a través de DSiWare y PlayStation Portable. Una versión actualizada desarrollada y publicada por Ubisoft fue lanzada para Xbox One y PlayStation 4 en agosto de 2016, con una versión de Steam a seguir más adelante en el año. El 7 de noviembre de 2017, se lanzó Uno para Nintendo Switch. El juego también se lanzó para el servicio de juegos en la nube Stadia, operado por Google, el 15 de septiembre de 2020.
La versión Xbox 360 también se incluyó como código de descarga en el paquete Xbox Live Vision. Una secuela de esta versión, Uno Rush se anunció en E3 2008.

## Versión de Xbox 360
La versión Xbox 360 del juego ofrece tres modos de juego diferentes, incluidos Standard Uno, Partner Uno y House Rules Uno. En Partner Uno, los jugadores sentados uno frente al otro unen fuerzas para formar un equipo, de modo que una victoria de cualquiera de los jugadores es una victoria para el equipo. En House Rules Uno, las reglas se pueden modificar y personalizar según las preferencias del jugador.
La versión Xbox 360 de Uno ofrece modo multijugador para hasta cuatro jugadores a través de Xbox Live. Los jugadores pueden unirse o abandonar los juegos en curso en cualquier momento, y los jugadores de la computadora se hacen cargo automáticamente de los humanos desaparecidos. El juego es compatible con la cámara Xbox Live Vision, lo que permite a los oponentes ver una imagen del jugador (o lo que sea que apunte la cámara) mientras juegan.

### Mazos temáticos
La versión Xbox 360 de Uno admite contenido descargable a través de Xbox Live Marketplace. Este contenido toma la forma de mazos de temas personalizados, que presentan nuevas apariencias visuales, efectos de sonido y reglas del juego. Las cubiertas disponibles para descargar desde Xbox Live Marketplace incluyen:
- Project Gotham Racing Uno: en esta baraja, las cartas presentan imágenes de los coches vistos en la serie de videojuegos Project Gotham Racing. Los cambios en las reglas incluyen una tarjeta llamada "Gotham Live", que se basa en la función de repetición en Project Gotham Racing 3. Esta tarjeta permite al jugador mirar la mano de cualquiera de los otros jugadores y funcionar como un jugador normal. comodín.
- Kameo: Elements of Power Uno: una baraja personalizada con ilustraciones de Kameo: Elements of Power. Además, una carta de juego especial permite a un jugador intercambiar toda su mano con la mano de cualquier otro jugador del juego.
- 35 Aniversario de Uno: una baraja especial creada para celebrar el 35 aniversario de la primera edición de Uno lanzada en los Estados Unidos en 1971. En esta baraja, hay cartas especiales "35". Si se juega una carta "35", sólo se puede jugar un 3 o un 5 de cualquier color.
- Super Street Fighter II Turbo HD Remix: esta baraja conmemora el lanzamiento de Super Street Fighter II Turbo HD Remix, solo tiene un fondo y una pista de música. Además, se agregó una nueva tarjeta llamada "Hadōken". Cuando se juega, el jugador objetivo debe robar cartas hasta que obtenga una carta de Saltar o Invertir.

## Versiones de Gameloft
La versión para iPod de Gameloft presenta un modo de carrera progresivo de 15 rondas que introduce y desbloquea cambios de reglas especiales a medida que el jugador avanza en el juego.
La versión de WiiWare, así como la versión de DSiWare, admitían el juego en línea a través de la conexión Wi-Fi de Nintendo descontinuada, así como la compatibilidad con Wii Speak en la versión de WiiWare.

## Versión de Ubisoft
La versión Ubisoft del juego, que está disponible para Xbox One, PlayStation 4, Microsoft Windows, Nintendo Switch y Stadia, tiene dos modos diferentes; Juego estándar, que es un juego estándar de cuatro jugadores de Uno; y un modo 2v2 donde uno puede asociarse con otro jugador. Ambos modos admiten el juego en línea. Esta versión también tiene seis reglas de la casa diferentes que se pueden combinar.

### Mazos temáticos
Esta versión, al igual que la versión de Xbox 360, admite contenido descargable. Éstas incluyen:
- Uno Winter Theme: esto es puramente cosmético y agrega un tema de invierno al telón de fondo sin dejar de conservar la baraja de cartas Uno original. Este DLC es gratuito.
- Uno Rabbids: una baraja personalizada protagonizada por Raving Rabbids, esta baraja tiene cuatro cartas únicas (Comin 'Through, Explosive Results, Date prisa! Y Wild Blue Yonder). Este DLC es gratuito.
- Uno Just Dance: un mazo personalizado relacionado con el videojuego Just Dance 2017, este mazo tiene cuatro cartas únicas (Cross-Fade, Hot Number, Get Down y Just Dance Machine). Este es un DLC de pago.
- Uno Rayman: un mazo personalizado relacionado con la serie de juegos Rayman, este mazo tiene cuatro cartas únicas (Dragon, Punching Things, Escape y A Little Help). Este es un DLC de pago.
- Uno Flip: un mazo personalizado con cartas de doble cara y diferentes cartas de acción (Draw 5, Skip Everyone, Wild Draw Color y Flip).[6] Este es un DLC de pago.

## Versión de Mattel163
En 2007, Mattel163 (fundada el mismo año), publicó su versión de Uno, originalmente en Facebook Instant Games, y posteriormente para iOS y Android.

## Recepción
Las críticas del juego fueron en su mayoría positivas. Al 22 de junio de 2008, la versión Xbox 360 de Uno tiene una puntuación de revisión promedio del 82% en el sitio web del agregador de reseñas GameRankings y del 81% en Metacritic.
El 27 de marzo de 2007, Microsoft declaró a Uno como el primer juego de Xbox Live Arcade en superar el millón de descargas.